# همت آخوندزاده
همت آخوندزاده سیاست‌مدار اهل افغانستان است. وی از ۲۳ اوت تا ۷ سپتامبر ۲۰۲۱ به طور موقت به حیث سرپرست وزارت معارف افغانستان مشغول به کار بود.